# Euro Hockey Tour 2014/2015
Euro Hockey Tour 2014/2015 był 19. edycją turnieju Euro Hockey Tour.
Po raz pierwszy w historii rozgrywek zrezygnowano z rozegrania czterech turniejów. Najpierw tradycyjnie odbyły się dwa turnieje, w których uczestniczyły cztery najlepsze drużyny europejskie (Rosja, Czechy, Szwecja oraz Finlandia), były to Puchar Karjala oraz Puchar Programu Pierwszego. Następnie w miejsce kolejnych turniejów wprowadzono serię dwumeczy pomiędzy danymi drużynami.
Rozgrywki rozpoczęły się 6 listopada 2014 turniejem Karjala Cup, a zakończyły się 26 kwietnia 2015 spotkaniem Rosja–Szwecja.

## Turnieje

### Karjala Cup
Mecze turnieju o Puchar Karjala odbyły się od 6 do 9 listopada 2014 roku. Turniej zorganizowano w fińskich Helsinkach, zaś jeden mecz odbył się w szwedzkim Gävle.

### Channel One Cup
Mecze turnieju o Puchar Pierwszego Programu odbyły się od 18 do 21 grudnia 2014 roku. Turniej zorganizowano w Rosji, zaś jeden mecz odbył się w stolicy Czech Pradze (rozegrano tam spotkanie pomiędzy Czechami i Szwecją).

### Serie dwumeczy
W 2015 roku rozgrywano serie dwumeczów pomiędzy poszczególnymi reprezentacjami.
| 5 lutego 2015 | Czechy | 3:0 | Rosja | KV Arena, Karlowe Wary |

| Szczegóły      | Szczegóły                                                      | Szczegóły       | Szczegóły   | Szczegóły                                                                   |
| -------------- | -------------------------------------------------------------- | --------------- | ----------- | --------------------------------------------------------------------------- |
| Godzina: 18:30 | P. Koukal (EQ) 02:55 D. Simon (EQ) 32:37 M. Vondrka (EQ) 34:50 | (1:0, 2:0, 0:0) |             | Widzów: 5985 Sędzia główny: Mikael Sjöqvist Sędziowie liniowi: Tobias Björk |
| Godzina: 18:30 | 31 min. kar                                                    |                 | 29 min. kar | Widzów: 5985 Sędzia główny: Mikael Sjöqvist Sędziowie liniowi: Tobias Björk |

| 6 lutego 2015 | Szwecja | 0:1 | Finlandia | ABB Arena Nord, Västerås |

| Szczegóły      | Szczegóły | Szczegóły       | Szczegóły | Szczegóły    |
| -------------- | --------- | --------------- | --------- | ------------ |
| Godzina: 19:00 |           | (0:1, 0:0, 0:0) |           | Widzów: 4900 |

| 7 lutego 2015 | Czechy | 4:3 | Rosja | O2 Arena, Praga |

| Szczegóły      | Szczegóły | Szczegóły       | Szczegóły | Szczegóły      |
| -------------- | --------- | --------------- | --------- | -------------- |
| Godzina: 13:00 |           | (2:2, 1:0, 1:1) |           | Widzów: 16 452 |

| 8 lutego 2015 | Szwecja | 3:2 | Finlandia | Globen, Sztokholm |

| Szczegóły      | Szczegóły | Szczegóły       | Szczegóły | Szczegóły      |
| -------------- | --------- | --------------- | --------- | -------------- |
| Godzina: 15:00 |           | (2:1, 1:1, 0:0) |           | Widzów: 12 496 |

| 16 kwietnia 2015 | Finlandia | 3:0 | Rosja | Tampereen jäähalli, Tampere |

| Szczegóły      | Szczegóły | Szczegóły       | Szczegóły | Szczegóły    |
| -------------- | --------- | --------------- | --------- | ------------ |
| Godzina: 18:30 |           | (0:0, 1:0, 2:0) |           | Widzów: 7131 |

| 17 kwietnia 2015 | Szwecja | 1:4 | Czechy | T3 Center, Umeå |

| Szczegóły      | Szczegóły | Szczegóły       | Szczegóły | Szczegóły    |
| -------------- | --------- | --------------- | --------- | ------------ |
| Godzina: 19:00 |           | (0:1, 0:0, 1:3) |           | Widzów: 4520 |

| 18 kwietnia 2015 | Finlandia | 4:2 | Rosja | Hartwall Arena, Helsinki |

| Szczegóły      | Szczegóły | Szczegóły       | Szczegóły | Szczegóły    |
| -------------- | --------- | --------------- | --------- | ------------ |
| Godzina: 14:00 |           | (2:1, 2:0, 0:1) |           | Widzów: 7661 |

| 19 kwietnia 2015 | Szwecja | 2:1 | Czechy | E.ON Arena, Timrå |

| Szczegóły      | Szczegóły | Szczegóły       | Szczegóły | Szczegóły    |
| -------------- | --------- | --------------- | --------- | ------------ |
| Godzina: 15:00 |           | (1:1, 1:0, 0:0) |           | Widzów: 5028 |

| 22 kwietnia 2015 | Czechy | 4:1 | Finlandia | Hostan Arena, Znojmo |

| Szczegóły      | Szczegóły | Szczegóły       | Szczegóły | Szczegóły    |
| -------------- | --------- | --------------- | --------- | ------------ |
| Godzina: 17:30 |           | (1:1, 1:0, 2:0) |           | Widzów: 4800 |

| 24 kwietnia 2015 | Czechy | 3:2 pk. | Finlandia | Kajot Arena, Brno |

| Szczegóły      | Szczegóły | Szczegóły                       | Szczegóły | Szczegóły    |
| -------------- | --------- | ------------------------------- | --------- | ------------ |
| Godzina: 18:00 |           | (0:1, 1:0, 1:1, d. 0:0, k. 1:0) |           | Widzów: 7200 |

| 24 kwietnia 2015 | Rosja | 4:5 | Szwecja | Mytiszczi Arena, Moskwa |

| Szczegóły      | Szczegóły | Szczegóły       | Szczegóły | Szczegóły      |
| -------------- | --------- | --------------- | --------- | -------------- |
| Godzina: 19:30 |           | (0:4, 2:1, 2:0) |           | Widzów: 10 300 |

| 25 kwietnia 2015 | Rosja | 2:3 pd. | Szwecja | Mytiszczi Arena, Moskwa |

| Szczegóły      | Szczegóły | Szczegóły               | Szczegóły | Szczegóły    |
| -------------- | --------- | ----------------------- | --------- | ------------ |
| Godzina: 17:00 |           | (0:1, 1:0, 1:1, d. 0:1) |           | Widzów: 6782 |

## Klasyfikacja końcowa
| Poz. | Zespół    | M  | Pkt | Z | WpD | PpD | P | G+ | G- | +/− |
| ---- | --------- | -- | --- | - | --- | --- | - | -- | -- | --- |
| 1    | Szwecja   | 11 | 22  | 5 | 3   | 1   | 2 | 36 | 30 | +6  |
| 2    | Finlandia | 11 | 17  | 4 | 2   | 1   | 4 | 26 | 24 | +2  |
| 3    | Czechy    | 12 | 16  | 4 | 1   | 2   | 5 | 33 | 31 | +2  |
| 4    | Rosja     | 12 | 14  | 4 | 0   | 2   | 6 | 29 | 39 | -10 |